# 후와 세이
후와 세이(일본어: 不破 整, 1915년 경 ~ 2004년 이전)는 일본의 축구 선수이다.

## 국가대표팀 경력
그는 1936년 하계 올림픽에 참가할 일본 국가대표팀에 발탁되었다.